# Rachel Anne Griffiths
Rachel Anne Griffiths   (Melbourne, 18 de desembre de 1968), és una actriu australiana de cinema i televisió. Griffiths es va fer coneguda gràcies a La boda de Muriel (1994) i a la sèrie de televisió de 2001 Six Feet Under .

## Biografia
Griffiths ha rebut nominacions a diversos premis. El 1994, el seu paper a la pel·lícula de comèdia dramàtica La boda de Muriel (1994) la va veure nominada al premi AACTA a la millor actriu secundària, i ha sigut nominada cinc vegades més: tres a la millor actriu en un paper protagonista per Amy (1997), Me Myself I (2000) i The Hard Word (2002); i dues més a la millor actriu secundària per Beautiful Kate (2009) i Hacksaw Ridge (2016). D'aquestes sis nominacions, va guanyar dos premis: Millor actriu en un paper protagonista per La boda de Muriel i Millor actriu en un paper secundari per Beautiful Kate. Aconseguint més èxits a l'estranger, Griffiths va ser nominada per a l'Oscar a la millor actriu secundària el 1999 pel seu paper a la pel·lícula biogràfica Hilary and Jackie (1998), a dos premis BAFTA, quatre Premis Globus d'Or (guanyant-ne un per Six Feet Under), quatre Primetime Emmy Awards i sis Screen Actors Guild Awards (guanyant-ne dos per Six Feet Under).
Griffiths va contreure matrimoni amb l'artista australià Andrew Taylor el 31 de desembre de 2002 a Melbourne (la cerimònia va ser oficialitzada pel germà de la seva mare, un sacerdot jesuïta). Tenen dos fills, Banjo Patrick, nascut el 22 de novembre de 2003 en Melbourne, i Adelaide Rose, nascuda el 23 de juny de 2005 a Los Angeles, Califòrnia, pel que fa a la seva filla té doble nacionalitat, estatunidenca i australiana. El seu segon embaràs va ser introduït com a part de la trama per a l'última termporda de Six Feet Under.

## Filmografia
- Secrets (1993-1994) (sèrie de TV)
- Jimeoin (1994) (sèrie de TV)
- La boda de Muriel (1994)
- Jude (1996)
- Amy (1996)
- Fills de la revolució (Children of the Revolution) (1996)
- La boda del meu millor amic (My Best Friend's Wedding) (1997)
- Among Giants (1998)
- Hilary and Jackie (1998)
- Des que vau marxar (Since You've Been Gone)
- Divorcing Jack (1998)
- Me Myself I (1999)
- Six Feet Under (2001) (sèrie de TV)
- Blow (2001)
- The Hard Word (2002)
- The Rookie (2002)
- Ned Kelly (2003)
- Step Up (2006)
- Brothers & Sisters (2006–2011) (sèrie de TV)
- Beautiful Kate (2009)
- Burning Man (2011)
- Underground: The Julian Assange Story (2012)
- Patrick (2013)
- Saving Mr. Banks (2013)
- Camp (2013) (sèrie de TV)
- Mammal (2016)
- Hacksaw Ridge (2016)
- The Osiris Child: Science Fiction Volume One (2016)
- Don't Tell (2017)
- Jill Bilcock: Dancing the Invisible (2017)
- The Wilds (2020) (sèrie de TV)
- The King's Daughter (2022)